# Wisła Płock (piłka nożna) w sezonie 2014/2015

## Miejsca w tabeli
| 1  | 2  | 3  | 4 | 5 | 6 | 7 | 8 | 9 | 10 | 11 | 12 | 13 | 14 | 15 | 16 | 17 | 18 | 19 | 20 | 21 | 22 | 23 | 24 | 25 | 26 | 27 | 28 | 29 | 30 | 31 | 32 | 33 | 34 |
| 13 | 16 | 10 | 3 | 3 | 8 | 8 | 4 | 4 | 8  | 5  | 4  | 3  | 3  | 4  | 2  | 2  | 2  | 2  | 3  | 3  | 3  | 2  | 2  | 2  | 2  | 2  | 2  | 2  | 3  | 3  | 3  | 3  | 3  |

## Kadra

### runda jesienna
| Nr         | Kraj      | Zawodnik               | Poprzedni klub             |
| Bramkarze  | Bramkarze | Bramkarze              | Bramkarze                  |
| ---------- | --------- | ---------------------- | -------------------------- |
| 1          | Polska    | Marcin Kwiatkowski     | wychowanek                 |
| 21         | Polska    | Daniel Szczepankiewicz | Miedź Legnica              |
| 28         | Polska    | Bartosz Kaniecki       | Lechia Gdańsk              |
| 87         | Polska    | Seweryn Kiełpin        | Ruch Radzionków            |
| Obrońcy    |           |                        |                            |
| 2          | Polska    | Patryk Stępiński       | Widzew Łódź                |
| 14         | Serbia    | Marko Radić            | MFK Ružomberok             |
| 15         | Polska    | Kamil Rozmus           | Legia II Warszawa          |
| 20         | Polska    | Cezary Stefańczyk      | Bogdanka Łęczna            |
| 23         | Polska    | Paweł Magdoń           | Bogdanka Łęczna            |
| 24         | Polska    | Kamil Hempel           | Stomil Olsztyn             |
| Pomocnicy  |           |                        |                            |
| 3          | Polska    | Maciej Kostrzewa       | Lechia Gdańsk              |
| 4          | Polska    | Jacek Góralski         | Błękitni Gąbin             |
| 5          | Polska    | Bartłomiej Sielewski   | Piast Gliwice              |
| 7          | Polska    | Krzysztof Janus        | Górnik Polkowice           |
| 8          | Polska    | Paweł Kaczmarek        | Stomil Olsztyn             |
| 10         | Polska    | Piotr Ruszkul          | Olimpia Grudziądz          |
| 13         | Polska    | Dawid Jabłoński        | wychowanek                 |
| 16         | Polska    | Fabian Hiszpański      | wychowanek                 |
| 17         | Polska    | Damian Szczepański     | Legia Warszawa (juniorzy)  |
| 18         | Polska    | Piotr Wlazło           | Radomiak Radom             |
| 22         | Polska    | Łukasz Kacprzycki      | Lechia Gdańsk              |
| 26         | Polska    | Wojciech Zyska         | Lechia Gdańsk              |
| Napastnicy |           |                        |                            |
| 9          | Polska    | Marcin Krzywicki       | Ruch Radzionków            |
| 11         | Polska    | Mikołaj Lebedyński     | Podbeskidzie Bielsko-Biała |
| 41         | Bułgaria  | Dimityr Iliew          | Łokomotiw Sofia            |

### runda wiosenna
| Nr         | Kraj      | Zawodnik             | Poprzedni klub             |
| Bramkarze  | Bramkarze | Bramkarze            | Bramkarze                  |
| ---------- | --------- | -------------------- | -------------------------- |
| 1          | Polska    | Marcin Kwiatkowski   | wychowanek                 |
| 28         | Polska    | Bartosz Kaniecki     | Lechia Gdańsk              |
| 87         | Polska    | Seweryn Kiełpin      | Ruch Radzionków            |
| Obrońcy    |           |                      |                            |
| 2          | Polska    | Patryk Stępiński     | Widzew Łódź                |
| 14         | Serbia    | Marko Radić          | MFK Ružomberok             |
| 15         | Polska    | Kamil Rozmus         | Legia II Warszawa          |
| 20         | Polska    | Cezary Stefańczyk    | Bogdanka Łęczna            |
| 23         | Polska    | Paweł Magdoń         | Bogdanka Łęczna            |
| 26         | Polska    | Przemysław Szymiński | Rozwój Katowice            |
| Pomocnicy  |           |                      |                            |
| 3          | Polska    | Maciej Kostrzewa     | Lechia Gdańsk              |
| 4          | Polska    | Jacek Góralski       | Błękitni Gąbin             |
| 5          | Polska    | Bartłomiej Sielewski | Piast Gliwice              |
| 7          | Polska    | Krzysztof Janus      | Górnik Polkowice           |
| 8          | Polska    | Piotr Darmochwał     | Stomil Olsztyn             |
| 10         | Polska    | Piotr Ruszkul        | Olimpia Grudziądz          |
| 13         | Polska    | Dawid Jabłoński      | wychowanek                 |
| 16         | Polska    | Fabian Hiszpański    | wychowanek                 |
| 17         | Polska    | Damian Szczepański   | Legia Warszawa (juniorzy)  |
| 18         | Polska    | Piotr Wlazło         | Radomiak Radom             |
| 22         | Polska    | Łukasz Kacprzycki    | Lechia Gdańsk              |
| 26         | Polska    | Wojciech Zyska       | Lechia Gdańsk              |
| -          | Polska    | Paweł Kaczmarek      | Stomil Olsztyn             |
| Napastnicy |           |                      |                            |
| 9          | Polska    | Marcin Krzywicki     | Ruch Radzionków            |
| 11         | Polska    | Mikołaj Lebedyński   | Podbeskidzie Bielsko-Biała |
| 41         | Bułgaria  | Dimityr Iliew        | Łokomotiw Sofia            |

## Mecze

### Sparingi

#### runda jesienna
| 5 lipca 2014 | Wisła Płock | 0:1   | Olimpia Grudziądz   |                            |
| 12:00        |             | (0:0) | Adam Cieśliński 87' | stadion LKS Orzeł Goleszyn |

| 9 lipca 2014 | Widzew Łódź    | 0:5   | Wisła Płock |           |
| 12:00        |                | (0:1) | Piotr Ruszkul 20' · Bartłomiej Sielewski 50' (karny) · Cezary Stefańczyk 52' · Marcin Krzywicki 64' · Kamil Hempel 74' | gospodarz |
| 12:00        | Krystian Nowak | (0:1) | Paweł Magdoń | gospodarz |

| 12 lipca 2014 | Wisła Płock       | 0:1   | Sūduva Mariampol                                                 |                                          |
| 12:00         | Dimityr Iliew 26' | (0:1) | Giorgio Russo 38' · Mohamad Kdouh 70' · Valentin Baranovskij 90' | Stadion Dyskobolii Grodzisk Wielkopolski |

| 16 lipca 2014 | Bytovia Bytów | 0:3   | Wisła Płock                                                   |                      |
| 12:00         |               | (0:2) | Filip Burkhardt 5' · Dimityr Iliew 26' · Marcin Krzywicki 59' | Stadion Amiki Wronki |

| 19 lipca 2014 | Wisła Płock         | 1:0   | KS Stilon Gorzów Wielkopolski |                       |
| 11:00         | Filip Burkhardt 37' | (1:0) |                               | Grodzisk Wielkopolski |

| 26 lipca 2014 | Wisła Płock                          | 2:0   | Dolcan Ząbki |           |
| 12:00         | Piotr Wlazło 52' · Piotr Ruszkul 85' | (0:0) |              | gospodarz |

### I Liga

#### runda jesienna
| 2 sierpnia 2014 | Bytovia Bytów                                                 | 3:2   | Wisła Płock                               |                                                             |
| 17:00           | Janusz Surdykowski 34' · Krzysztof Bąk 59' · Robert Hirsz 72' | (1:1) | Krzysztof Janus 12' · Filip Burkhardt 56' | gospodarz Widzów: 1 300 Sędzia: Adam Lyczmański (Bydgoszcz) |
| 17:00           | Michał Jakóbowski                                             | (1:1) | Maciej Kostrzewa                          | gospodarz Widzów: 1 300 Sędzia: Adam Lyczmański (Bydgoszcz) |

| 10 sierpnia 2014 | Wisła Płock                          | 1:1   | Pogoń Siedlce        |                                                           |
| 12:15            | Filip Burkhardt 37'                  | (1:1) | Cezary Demianiuk 22' | gospodarz Widzów: 1 500 Sędzia: Wojciech Krztoń (Olsztyn) |
| 12:15            | Jarosław Ratajczak · Michał Ogrodnik | (1:1) |                      | gospodarz Widzów: 1 500 Sędzia: Wojciech Krztoń (Olsztyn) |

| 17 sierpnia 2014 | Zagłębie Lubin            | 1:3   | Wisła Płock                                                       |                                                            |
| 12:30            | Michal Papadopulos 15'    | (1:0) | Krzysztof Janus 47' (k) · Marko Radić 72' · Łukasz Kacprzycki 83' | gospodarz Widzów: 3 249 Sędzia: Łukasz Bednarek (Koszalin) |
| 12:30            | Boris Godál · Adrian Błąd | (1:0) | Cezary Stefańczyk                                                 | gospodarz Widzów: 3 249 Sędzia: Łukasz Bednarek (Koszalin) |

| 23 sierpnia 2014 | Wisła Płock                                                     | 3:1   | Chrobry Głogów                              |                                                         |
| 18:00            | Krzysztof Janus 18' · Jacek Góralski 29' · Marcin Krzywicki 73' | (2:0) | Michał Michalec 55'                         | gospodarz Widzów: 1 300 Sędzia: Rafał Rokosz (Katowice) |
| 18:00            | Paweł Magdoń · Fabian Hiszpański · Maciej Kostrzewa             | (2:0) | Adam Samiec · Damian Sędziak · Damian Ałdaś | gospodarz Widzów: 1 300 Sędzia: Rafał Rokosz (Katowice) |

| 27 sierpnia 2014 | Olimpia Grudziądz      | 1:1   | Wisła Płock                                                                             |                                                           |
| 17:00            | Michal Piter-Bučko 36' | (1:0) | Paweł Magdoń 69'                                                                        | gospodarz Widzów: 1 900 Sędzia: Wojciech Krztoń (Olsztyn) |
| 17:00            | Marcin Kaczmarek       | (1:0) | Paweł Magdoń · Fabian Hiszpański · Krzysztof Janus · Jacek Góralski · Łukasz Kacprzycki | gospodarz Widzów: 1 900 Sędzia: Wojciech Krztoń (Olsztyn) |

| 30 sierpnia 2014 | Wisła Płock  | 0:2   | GKS Katowice                                         |                                                           |
| 14:45            |              | (0:1) | Grzegorz Goncerz 45' · Grzegorz Goncerz 78'          | gospodarz Widzów: 1 700 Sędzia: Marek Opaliński (Legnica) |
| 14:45            | Paweł Magdoń | (0:1) | Kamil Cholerzyński · Kamil Bętkowski · Sławomir Duda | gospodarz Widzów: 1 700 Sędzia: Marek Opaliński (Legnica) |

| 7 września 2014 | Dolcan Ząbki                                                | 0:0   | Wisła Płock    |                                                          |
| 12:15           |                                                             | (0:0) |                | gospodarz Widzów: 630 Sędzia: Sebastian Jarzębak (Bytom) |
| 12:15           | Piotr Klepczarek · Bartosz Wiśniewski · Damian Świerblewski | (0:0) | Jacek Góralski | gospodarz Widzów: 630 Sędzia: Sebastian Jarzębak (Bytom) |

| 13 września 2014 | Wisła Płock                               | 2:1   | Sandecja Nowy Sącz                               |                                                               |
| 18:00            | Dimityr Iliew 21' · Fabian Hiszpański 75' | (1:0) | Rudolf Urban 86'                                 | gospodarz Widzów: 1 400 Sędzia: Marcin Szczerbowicz (Olsztyn) |
| 18:00            | Marko Radić · Łukasz Kacprzycki           | (1:0) | Robert Cicman · Maciej Bębenek · Adrian Frańczak | gospodarz Widzów: 1 400 Sędzia: Marcin Szczerbowicz (Olsztyn) |

| 20 września 2014 | GKS Tychy                                              | 0:1   | Wisła Płock             |                                                                                |
| 16:30            |                                                        | (0:0) | Krzysztof Janus 86' (k) | Stadion Miejski Jaworzno, Polska Widzów: 150 Sędzia: Robert Marciniak (Kraków) |
| 16:30            | Mateusz Grzybek · Mateusz Mączyński · Mariusz Zganiacz | (0:0) | Piotr Ruszkul           | Stadion Miejski Jaworzno, Polska Widzów: 150 Sędzia: Robert Marciniak (Kraków) |

| 28 września 2014 | Wisła Płock                     | 0:1   | Arka Gdynia        |                                                               |
| 12:15            |                                 | (0:0) | Michał Szubert 76' | gospodarz Widzów: 3 000 Sędzia: Mariusz Złotek (Stalowa Wola) |
| 12:15            | Marcin Warcholak · Bartosz Ława | (0:0) |                    | gospodarz Widzów: 3 000 Sędzia: Mariusz Złotek (Stalowa Wola) |

| 4 października 2014 | Widzew Łódź                                                               | 0:1   | Wisła Płock                     |                                                          |
| 16:00               |                                                                           | (0:0) | Marko Radić 76'                 | gospodarz Widzów: 1 400 Sędzia: Dawid Bukowczan (Żywiec) |
| 16:00               | Rafał Augustyniak · Konrad Wrzesiński · Bartłomiej Kasprzak · David Kwiek | (0:0) | Maciej Kostrzewa · Piotr Wlazło | gospodarz Widzów: 1 400 Sędzia: Dawid Bukowczan (Żywiec) |

| 11 października 2014 | Wisła Płock                                             | 2:0   | Miedź Legnica                         |                                                             |
| 16:00                | Krzysztof Janus 16' · Jacek Góralski 90'                | (1:0) |                                       | gospodarz Widzów: 1 300 Sędzia: Dominik Sulikowski (Gdańsk) |
| 16:00                | Seweryn Kiełpin · Cezary Stefańczyk · Łukasz Kacprzycki | (1:0) | Marcin Garuch · Radosław Bartoszewicz | gospodarz Widzów: 1 300 Sędzia: Dominik Sulikowski (Gdańsk) |

| 19 października 2014 | Termalica Bruk-Bet Nieciecza                             | 0:2   | Wisła Płock                                                       |                                                       |
| 12:15                |                                                          | (0:2) | Marcin Krzywicki 9' · Dimityr Iliew 45'                           | gospodarz Widzów: 1 400 Sędzia: Tomasz Wajda (Żywiec) |
| 12:15                | Dawid Kamiński · Krzysztof Kaczmarczyk · Dariusz Jarecki | (0:2) | Fabian Hiszpański · Piotr Wlazło · Jacek Góralski · Piotr Ruszkul | gospodarz Widzów: 1 400 Sędzia: Tomasz Wajda (Żywiec) |

| 25 października 2014 | Wisła Płock                                   | 2:0   | Flota Świnoujście |                                                      |
| 18:00                | Jacek Góralski 30' · Marko Radić 61'          | (1:0) |                   | gospodarz Widzów: 1 000 Sędzia: Piotr Idzik (Poznań) |
| 18:00                | Łukasz Sołowiej · Dawid Kort · Charles Nwaogu | (1:0) |                   | gospodarz Widzów: 1 000 Sędzia: Piotr Idzik (Poznań) |

| 2 listopada 2014 | Chojniczanka Chojnice                             | 1:1   | Wisła Płock                                                 |                                                               |
| 12:30            | Rafał Siemaszko 30'                               | (1:1) | Krzysztof Janus 26'                                         | gospodarz Widzów: 1 200 Sędzia: Marcin Szczerbowicz (Olsztyn) |
| 12:30            | Piotr Kieruzel · Paweł Iwanicki · Rafał Siemaszko | (1:1) | Cezary Stefańczyk · Bartłomiej Sielewski · Patryk Stępiński | gospodarz Widzów: 1 200 Sędzia: Marcin Szczerbowicz (Olsztyn) |

| 9 listopada 2014 | Stomil Olsztyn                              | 0:3   | Wisła Płock                                                            |                                                          |
| 12:30            |                                             | (0:1) | Cezary Stefańczyk 33' · Mikołaj Lebedyński 74' · Fabian Hiszpański 77' | gospodarz Widzów: 2 500 Sędzia: Zbigniew Dobrynin (Łódź) |
| 12:30            | Arkadiusz Czarnecki · Michał Trzeciakiewicz | (0:1) | Bartłomiej Sielewski · Piotr Wlazło                                    | gospodarz Widzów: 2 500 Sędzia: Zbigniew Dobrynin (Łódź) |

| 15 listopada 2014 | Wisła Płock                  | 1:1   | Wigry Suwałki                                                         |                                                          |
| 16:00             | Piotr Wlazło 78'             | (0:0) | Karol Mackiewicz 58'                                                  | gospodarz Widzów: 1 000 Sędzia: Tomasz Radkiewicz (Łódź) |
| 16:00             | Piotr Wlazło · Dimityr Iliew | (0:0) | Bartosz Widejko · Karol Mackiewicz · Maksims Rafaļskis · Artur Bogusz | gospodarz Widzów: 1 000 Sędzia: Tomasz Radkiewicz (Łódź) |

#### runda wiosenna
| 22 listopada 2014 | Wisła Płock                                 | 2:1   | Bytovia Bytów                     |                                                           |
| 16:00             | Krzysztof Janus 13' · Fabian Hiszpański 72' | (1:1) | Marko Bajić 25'                   | gospodarz Widzów: 1 000 Sędzia: Wojciech Krztoń (Olsztyn) |
| 16:00             | Wojciech Zyska                              | (1:1) | Wojciech Wilczyński · Marko Bajić | gospodarz Widzów: 1 000 Sędzia: Wojciech Krztoń (Olsztyn) |

| 30 listopada 2014 | Pogoń Siedlce     | 0:2   | Wisła Płock                                |                                                           |
| 13:00             |                   | (0:1) | Mikołaj Lebedyński 40' · Piotr Ruszkul 61' | gospodarz Widzów: 1 057 Sędzia: Tomasz Tobiański (Gdańsk) |
| 13:00             | Marcin Paczkowski | (0:1) | Piotr Wlazło                               | gospodarz Widzów: 1 057 Sędzia: Tomasz Tobiański (Gdańsk) |

| 7 marca 2015 | Wisła Płock                                            | 0:1   | Zagłębie Lubin       |                                                       |
| 17:45        |                                                        | (0:0) | Aleksander Kwiek 69' | gospodarz Widzów: 5 000 Sędzia: Tomasz Wajda (Żywiec) |
| 17:45        | Ałeksandar Todorowski · Jakub Tosik · Krzysztof Piątek | (0:0) |                      | gospodarz Widzów: 5 000 Sędzia: Tomasz Wajda (Żywiec) |

| 13 marca 2015 | Chrobry Głogów                                                | 2:3   | Wisła Płock                                                               |                                                            |
| 18:00         | Damian Piotrowski 6' (k) · Tomasz Zając 88' (k)               | (1:2) | Krzysztof Janus 31' (k) · Robert Pisarczuk 45' (sam.) · Dimityr Iliew 61' | gospodarz Widzów: 1 250 Sędzia: Artur Aluszczyk (Szczecin) |
| 18:00         | Damian Byrtek · Igor Szopa · Bartłomiej Oruba · Marcel Gąsior | (1:2) | Bartłomiej Sielewski · Jacek Góralski · Piotr Darmochwał                  | gospodarz Widzów: 1 250 Sędzia: Artur Aluszczyk (Szczecin) |

| 21 marca 2015 | Wisła Płock                                                 | 1:0   | Olimpia Grudziądz                            |                                                          |
| 17:45         | Michal Piter-Bučko 81' (sam.)                               | (0:0) |                                              | gospodarz Widzów: 2 500 Sędzia: Zbigniew Dobrynin (Łódź) |
| 17:45         | Bartłomiej Sielewski · Maciej Kostrzewa · Fabian Hiszpański | (0:0) | Robert Szczot · Dariusz Kłus · Denis Popović | gospodarz Widzów: 2 500 Sędzia: Zbigniew Dobrynin (Łódź) |

| 28 marca 2015 | GKS Katowice                   | 0:1   | Wisła Płock           |                                                |
| 17:45         |                                | (0:0) | Cezary Stefańczyk 67' | gospodarz Widzów: 0 Sędzia: Paweł Pskit (Łódź) |
| 17:45         | Kamil Bętkowski · Piotr Petesz | (0:0) | Przemysław Szymiński  | gospodarz Widzów: 0 Sędzia: Paweł Pskit (Łódź) |

| 4 kwietnia 2015 | Wisła Płock       | 1:1   | Dolcan Ząbki      |                                                           |
| 13:00           | Dimityr Iliew 61' | (0:0) | Michał Bajdur 82' | gospodarz Widzów: 2 500 Sędzia: Marek Opaliński (Legnica) |
| 13:00           | Cezary Stefańczyk | (0:0) | Piotr Klepczarek  | gospodarz Widzów: 2 500 Sędzia: Marek Opaliński (Legnica) |

| 12 kwietnia 2015 | Sandecja Nowy Sącz          | 0:1   | Wisła Płock                                                                                |                                                     |
| 12:30            |                             | (0:1) | Piotr Darmochwał 27'                                                                       | gospodarz Widzów: 795 Sędzia: Tomasz Wajda (Żywiec) |
| 12:30            | Dawid Szufryn · Kamil Słaby | (0:1) | Patryk Stępiński · Przemysław Szymiński · Dimityr Iliew · Piotr Darmochwał · Piotr Ruszkul | gospodarz Widzów: 795 Sędzia: Tomasz Wajda (Żywiec) |

| 18 kwietnia 2015 | Wisła Płock                         | 1:0   | GKS Tychy                                                          |                                                             |
| 16:00            | Krzysztof Janus 86' (k)             | (0:0) |                                                                    | gospodarz Widzów: 2 000 Sędzia: Dominik Sulikowski (Gdańsk) |
| 16:00            | Jacek Góralski · Mikołaj Lebedyński | (0:0) | Mateusz Mączyński · Mateusz Wrana · Damian Szczęsny · Rafał Kosiec | gospodarz Widzów: 2 000 Sędzia: Dominik Sulikowski (Gdańsk) |

| 26 kwietnia 2015 | Arka Gdynia                                        | 0:0   | Wisła Płock                                        |                                                                    |
| 12:30            |                                                    | (0:0) |                                                    | gospodarz Widzów: 4 417 Sędzia: Jarosław Rynkiewicz (Zielona Góra) |
| 12:30            | Krzysztof Sobieraj · Grzegorz Lech · Michał Nalepa | (0:0) | Seweryn Kiełpin · Maciej Kostrzewa · Dimityr Iliew | gospodarz Widzów: 4 417 Sędzia: Jarosław Rynkiewicz (Zielona Góra) |

| 1 maja 2015 | Wisła Płock                              | 2:1   | Widzew Łódź                    |                                                     |
| 18:45       | Jacek Góralski 57' · Dawid Jabłoński 86' | (0:0) | Konrad Wrześniewski 79'        | gospodarz Widzów: 3 000 Sędzia: Piotr Lasyk (Bytom) |
| 18:45       | Przemysław Szymiński · Jacek Góralski    | (0:0) | Krystian Nowak · Szymon Zgarda | gospodarz Widzów: 3 000 Sędzia: Piotr Lasyk (Bytom) |

| 9 maja 2015 | Miedź Legnica                         | 0:2   | Wisła Płock                                    |                                                            |
| 17:45       |                                       | (0:2) | Krzysztof Janus 4' (k) · Mikołaj Lebedyński 8' | gospodarz Widzów: 1 925 Sędzia: Mateusz Złotnicki (Lublin) |
| 17:45       | Radosław Bartoszewicz · Marcin Garuch | (0:2) | Cezary Stefańczyk                              | gospodarz Widzów: 1 925 Sędzia: Mateusz Złotnicki (Lublin) |

| 16 maja 2015 | Wisła Płock             | 1:2   | Termalica Bruk-Bet Nieciecza                                          |                                                     |
| 17:45        | Krzysztof Janus 44' (k) | (1:0) | Marko Radić 47' (s) · Adrian Paluchowski 68'                          | gospodarz Widzów: 5 000 Sędzia: Piotr Lasyk (Bytom) |
| 17:45        | Przemysław Szymiński    | (1:0) | Bartosz Kopacz · Dariusz Jarecki · Dalibor Pleva · Adrian Paluchowski | gospodarz Widzów: 5 000 Sędzia: Piotr Lasyk (Bytom) |

| 20 maja 2015 | Flota Świnoujście | 0:3   | Wisła Płock |          |
|              |                   | (0:3) |             | Walkower |

| 24 maja 2015 | Wisła Płock                             | 1:1   | Chojniczanka Chojnice                |                                                          |
| 18:00        | Krzysztof Janus 90'                     | (0:0) | Marek Gancarczyk 52'                 | gospodarz Widzów: 1 540 Sędzia: Tomasz Radkiewicz (Łódź) |
| 18:00        | Bartłomiej Sielewski · Patryk Stępiński | (0:0) | Krystian Feciuch · Paweł Zawistowski | gospodarz Widzów: 1 540 Sędzia: Tomasz Radkiewicz (Łódź) |

| 30 maja 2015 | Wisła Płock                                                                            | 2:2   | Stomil Olsztyn                |                                                           |
| 16:00        | Krzysztof Janus 59' (k) · Cezary Stefańczyk 74'                                        | (0:0) | Michał Trzeciakiewicz 63' 90' | gospodarz Widzów: 1 500 Sędzia: Sebastian Krasny (Kraków) |
| 16:00        | Piotr Skiba · Janusz Bucholc · Wołodymyr Kowal · Michał Trzeciakiewicz · Łukasz Jamróz | (0:0) |                               | gospodarz Widzów: 1 500 Sędzia: Sebastian Krasny (Kraków) |

| 6 czerwca 2015 | Wigry Suwałki                                                | 1:2   | Wisła Płock                              |                                                      |
| 16:00          | Michał Kopczyński 60'                                        | (0:0) | Dimityr Iliew 67' · Piotr Darmochwał 80' | gospodarz Widzów: 2 107 Sędzia: Piotr Idzik (Poznań) |
| 16:00          | Adrian Karankiewicz · Aleksandar Atanacković · Łukasz Moneta | (0:0) | Dawid Jabłoński · Kamil Rozmus           | gospodarz Widzów: 2 107 Sędzia: Piotr Idzik (Poznań) |

### Puchar Polski
| 13 sierpnia 2014 | Polonia Bytom                | 1:3   | Wisła Płock                                                     |                                                        |
| 17:00            | Dawid Cempa 29'              | (1:1) | Marcin Krzywicki 36' · Marcin Krzywicki 51' · Piotr Ruszkul 61' | gospodarz Widzów: 683 Sędzia: Mariusz Jasina (Wrocław) |
| 17:00            | Kamil Hempel · Piotr Ruszkul | (1:1) |                                                                 | gospodarz Widzów: 683 Sędzia: Mariusz Jasina (Wrocław) |

| 24 września 2014 | Wisła Płock                                                                       | 2:2 (pd.)     | GKS Tychy                                                                                 |                                                         |
| 18:00            | Marcin Krzywicki 33' · Piotr Ruszkul 77'                                          | (1:0, k. 3:4) | Maciej Kowalczyk 85' (karny) · Maciej Kowalczyk 93'                                       | gospodarz Widzów: 700 Sędzia: Łukasz Szczech (Warszawa) |
| 18:00            | Piotr Ruszkul · Maciej Kostrzewa · Kamil Hempel · Kamil Rozmus                    | (1:0, k. 3:4) | Damian Szczęsny · Pavol Ruskovský · Pavol Nitkiewicz · Mariusz Zganiacz · Damian Szczęsny | gospodarz Widzów: 700 Sędzia: Łukasz Szczech (Warszawa) |
| 18:00            | · Paweł Magdoń · Marcin Krzywicki · Kamil Hempel · Jacek Góralski · Piotr Ruszkul | Rzuty karne   | · Maciej Kowalczyk · Kamil Nitkiewicz · Marcin Wodecki · Pavol Ruskovský                  | gospodarz Widzów: 700 Sędzia: Łukasz Szczech (Warszawa) |

## Strzelcy
| Liga | PP | Zawodnik           |
| ---- | -- | ------------------ |
| 13   | 0  | Krzysztof Janus    |
| 5    | 0  | Dimityr Iliew      |
| 4    | 0  | Jacek Góralski     |
| 3    | 0  | Fabian Hiszpański  |
| 3    | 0  | Mikołaj Lebedyński |
| 3    | 0  | Marko Radić        |
| 3    | 0  | Cezary Stefańczyk  |
| 2    | 0  | Filip Burkhardt    |
| 2    | 0  | Piotr Darmochwał   |
| 2    | 3  | Marcin Krzywicki   |
| 1    | 0  | Dawid Jabłoński    |
| 1    | 0  | Łukasz Kacprzycki  |
| 1    | 0  | Paweł Magdoń       |
| 1    | 2  | Piotr Ruszkul      |
| 1    | 0  | Piotr Wlazło       |

## Transfery

### runda jesienna
- Przyszli: Dimityr Iliew (Łokomotiw Sofia), Bartosz Kaniecki (Lechia Gdańsk), Maciej Kostrzewa (Lechia Gdańsk), Mikołaj Lebedyński (Podbeskidzie Bielsko-Biała), Kamil Rozmus (Legia II Warszawa), Piotr Ruszkul (Olimpia Grudziądz), Patryk Stępiński (Widzew Łódź), Damian Szczepański (Legia Warszawa (juniorzy)), Wojciech Zyska (Lechia Gdańsk)

- Odeszli: Dawid Abramowicz (Skra Częstochowa), Filip Burkhardt (Górnik Łęczna), Damian Dombrowski (Pelikan Łowicz), Janusz Dziedzic, Tomasz Grudzień (Błękitni Gąbin), Łukasz Sekulski (Stal Stalowa Wola), Daniel Szczepankiewicz, Albert Taar (Infonet Tallinn)

### runda wiosenna
- Przyszli: Piotr Darmochwał (Stomil Olsztyn), Przemysław Szymiński (Rozwój Katowice)

- Odeszli: Kamil Hempel (Sandecja Nowy Sącz), Daniel Szczepankiewicz (Siarka Tarnobrzeg)